# Los perros de Pavlov
Los perros de Pavlov (2003) es el segundo proyecto de cortometraje escrito y dirigido por Kike Maíllo. 
Tras Las cabras de Freud, el autor sigue desarrollando la problemática del cambio, en este caso sobre la base de un dramático accidente que afecta a cinco personajes de una forma distinta. La película desgrana, poco a poco y a partir de esos cinco puntos de vista, la realidad de lo acontecido. 
A partir de este argumento, propio al género del thriller, la película indaga sobre el fenómeno de lo rutinario y de lo accidental. 

LUIS (OFF): "Pavlov se dedicaba a dar de comer a sus perros haciendo sonar una campanilla…Lo hacía tantas veces que, al final, los perros salivaban con sólo escucharla. Es curioso, qué fácil es acostumbrarse a que siempre pase lo mismo…Es como esos anuncios, esos de la tele con chicas rubias, que los pasan tantas veces, que terminas creyendo que necesitas lo que te venden y acabas haciendo curros de mierda para comprarte una moto, y yo me pregunto ¿para qué coño necesito yo una moto?... Supongo que para ligarme a las rubias."

## Festivales
Estuvo presente en más de cuarenta festivales y ganó varios premios importantes entre los que destacan los de los festivales de Alcalá de Henares, Curt Ficcions, Mecal y Festival de Múnich.
- Datos: Q5981098